# Macronous bornensis
Macronous bornensis là một loài chim trong họ Timaliidae.